# Cuneus Frisionum

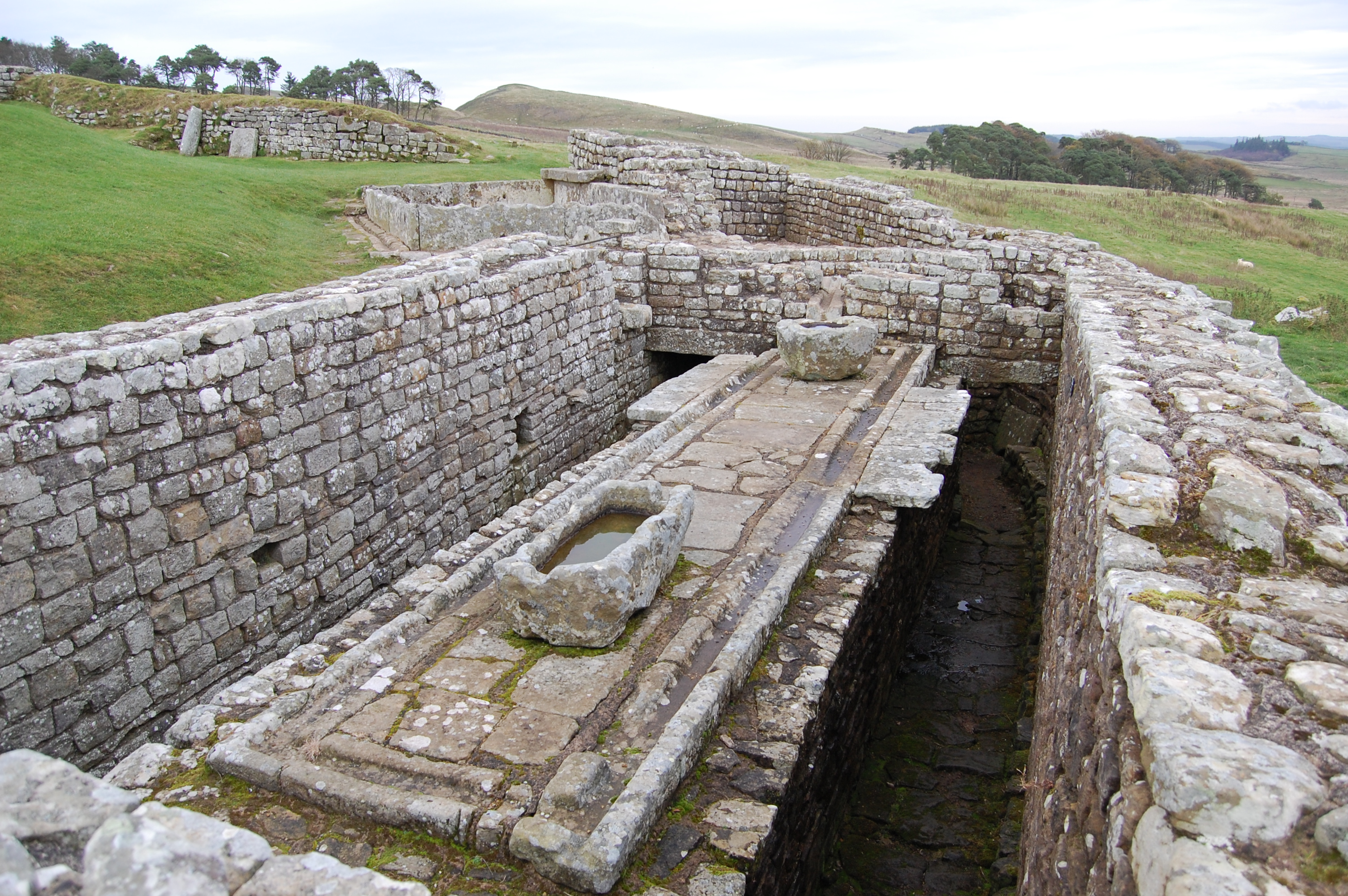
Latrines van het kamp Vercovicium (Housesteads) aan de muur van Hadrianus, waar ook Friese troepen dienstdeden.

Cuneus Frisionum of Cuneus Frisiorum ('wigvormige legerformatie van Friezen') is de naam voor een afdeling Friese hulptroepen in het Romeinse leger.
In de nadagen van het Romeinse Rijk waren er diverse hulptroepen (auxilia) die samengesteld waren uit strijders van niet-Romeinse volken. De in deze periode gebruikte offensieve formatie was de cuneus (Latijn voor 'wig'). Door de soldaten werd deze formatie de "zwijnenhoofd" formatie genoemd. Tacitus beschrijft in zijn Historiae de formatie als "dicht samengeperst aan alle zijden en beveiligd in de punt, de achterhoede en de flanken".
Dankzij twee altaarstenen in het Fort van Housesteads bij Hexham in Noord-Engeland, weten we dat er Friese en Twentse huursoldaten in dienst waren van het Romeinse leger. Deze stenen, opgericht door de Twentse soldaten, dateren uit ongeveer 222-235 en zijn gewijd aan Mars Thingsus. Deze Mars Thingsus, letterlijk 'Mars van het ding', is ongetwijfeld de Germaanse Tyr. Door de Romeinen werd Mars gelijkgesteld met Tyr.
De twee gedenkstenen hebben als inscriptie in vrij slecht geschreven Latijn:
DEO MARTI ET DVABVS ALAISIAGIS ET N AVG GER CIVES TVIHANTI CVNEI FRISIORVM VER SER ALEXANDRIANI VOTVM SOLVERVNT LIBENTES M
en:
DEO MARTI THINCSO ET DVABVS ALAISAGIS BEDE ET FIMMILENE ET N AVG GERM CIVES TVIHANTI VSLM
Herken in het woord TVIHANTI - TUIHANTI - TWENTE.
Op de Muur van Hadrianus in Noord-Engeland zijn nog meer sporen van aanbidding van Tyr achtergebleven.